# Murmansk oblast
För andra betydelser, se Murmansk (olika betydelser).

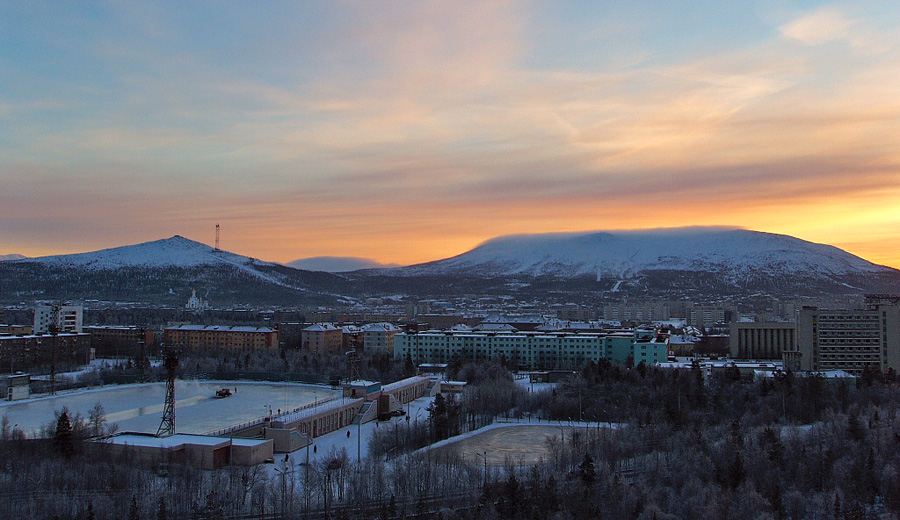
Staden Montjegorsk på vintern

Murmansk oblast (ryska: Му́рманская о́бласть, tr. Murmanskaya oblast; kildinsamiska: Мурман е̄ммьне, tr. Murman jemm'ne) är ett oblast i nordvästra Ryssland som omfattar Kolahalvön. 
Oblastet har en yta på 144 900 km² och cirka 840 000 invånare. Administrativ huvudort är staden Murmansk. Andra stora städer är Apatity, Kandalaksja, Montjegorsk och Severomorsk.

## Historia
Murmansk oblast upprättades den 28 maj 1938.

## Geografi
Murmansk oblast ligger huvudsakligen på Kolahalvön, och är en del av det samiska området som sträcker sig över fyra länder. Oblastet gränsar till republiken Karelen, Finnmark fylke i Norge och Lappland i Finland.
Murmansk oblast använder Moskvatid (MSK/MSD).

## Demografisk indelning av befolkningen
Vid folkräkningen år 2002 var den etniska indelningen följande:
- Ryssar: 85,2 %
- Ukrainare: 6,4 %
- Belarusier: 2,3 %
- Tatarer: 0,9 %
- Azerer: 0,5 %
- Tjuvasjer: 0,3 %
- Mordviner: 0,3 %
- Kareler: 0,3 %
- Komier: 0,2 %
- Moldavier: 0,2 %
- Armenier: 0,2 %
- Samer: 0,2 %

Blandade grupper stod för mer än 0,2 % av befolkningen, och 1,2 % ansåg sig inte tillhöra någon grupp.